# Ahmet Önder
Ahmet Önder (Ödemiş, Turquía; 11 de julio de 1996) es un gimnasta artístico turco, subcampeón del mundo en 2019 en la pruebas de barras paralelas.

## Carrera deportiva
En el Campeonato Mundial de Gimnasia Artística de 2019 ganó la medalla de plata en las barras paralelas con una puntuación de 14.983, siendo superado por el británico Joe Fraser (oro con 15.000 puntos) y por delante del japonés Kazuma Kaya (bronce con 14.966 puntos).